# Super (film)
Pour les articles homonymes, voir Super.
Pour plus de détails, voir Fiche technique et Distribution.
Super est un film américain réalisé par James Gunn et sorti en 2011. Il marque le retour au cinéma du réalisateur, trois ans après sa dernière réalisation, Horribilis.

## Synopsis
De son existence de cuistot loser, Frank Darbo (Rainn Wilson) conserve deux souvenirs heureux : son mariage avec Sarah (Liv Tyler) et le jour où il a dénoncé un malfrat à la police. Il a immortalisé ces deux précieux souvenirs dans deux dessins infantiles qu’il a accrochés au mur de la chambre.
Bientôt, Sarah, ex-toxicomane, quitte Frank pour Jacques (Kevin Bacon), le charismatique propriétaire d’un club de strip-tease, qui la fait replonger dans la drogue. Frank sombre dans la dépression et a une vision dans laquelle Dieu (Rob Zombie) touche littéralement son cerveau. Frank croit alors que Dieu l'a choisi dans un but très spécial : devenir un super-héros.
Pour trouver l’inspiration, il se rend dans un magasin de bandes dessinées. C’est avec enthousiasme que la vendeuse, Libby (Elliot Page), accepte de l’aider. Frank se conçoit alors un costume de super-héros et devient l’Éclair Cramoisi (The Crimson Bolt)
Armé d’une clé anglaise, il se met à combattre le crime en assénant de violents coups à divers « criminels », du trafiquant de drogue à l’homme qui double pour rentrer dans la salle de cinéma. D’abord vu comme un psychopathe, l’Éclair Cramoisi devient bientôt la coqueluche des médias après que les actes criminels de beaucoup de ses victimes éclatent au grand jour. Parallèlement, sa  tentative désespérée de reconquérir Sarah échoue.
Pour lui venir en aide, Libby (qui s’avère être bien plus dérangée que lui) devient sa partenaire, se conçoit un costume et se baptise "Cramoisette" (Boltie)
L’arme au poing, munis de bombes artisanales et de gilets pare-balles, Franck et Libby prennent d’assaut le ranch de Jacques. Ils parviennent à tuer les premiers gardes puis sont atteints l’un après l’autre par les tirs. Franck est touché à la poitrine et Libby, moins chanceuse, meurt sur le coup. Fou de chagrin, il tue un à un les hommes de Jacques et, au cours de la confrontation finale, l’emporte sur ce dernier.
Il ramène Sarah à la maison. Elle restera quelque temps à ses côtés mais le quittera à nouveau. Elle dépassera définitivement son addiction, se remariera et aura quatre enfants. Franck comprend qu’il n’était pas l’Élu, c’était elle. En effet, si Franck et Libby n’étaient pas allés chez Jacques ce jour-là, ses merveilleux enfants ne seraient pas nés. Ces enfants qui l’appellent « Tonton Franck ».
Aujourd’hui, son lapin sur les genoux, il admire son mur, désormais entièrement recouvert de dessins. Alors qu’il s’attarde sur l’image de Libby, une larme coule sur sa joue.

## Fiche technique
- Titre original et français : Super
- Réalisation et scénario : James Gunn
- Musique : Tyler Bates
- Image : Steve Gainer (en)
- Montage : Cara Silverman (en)
- Création des décors : William A. Elliott
- Création des costumes : Mary Matthews-Smith
- Producteurs : Miranda Bailey et Ted Hope (en)
- Coproducteur : Amanda Marshall
- Producteurs exécutifs : Iddo Lampton Enochs Jr., Matthew Leutwyler et Rainn Wilson
- Société de production : This Is That Productions et Ambush Entertainment
- Société de distribution :  IFC Films
- Budget : 2 000 000 dollars[1]
- Dates et lieu de tournage : 9 décembre 2009 à janvier 2010 à Shreveport, en Louisiane
- Pays de production :  États-Unis
- Langue originale : anglais
- Genre : comédie, action, super-héros
- Date de sortie :
  - Canada : 10 septembre 2010 (première mondiale au Festival de Toronto[1])
  - États-Unis : 1er avril 2011
  - France : 1er décembre 2011 (vidéo[2])
- Classification : 
  -   R - Restricted (en raison de la violence et terreur, d'images dérangeantes, de références sexuelles, de nudité partielle, de la thématique et du langage)[3].
  -  Autorisé tous publics avec avertissement[4] lors de sa sortie au cinéma puis  Interdit aux moins de 12 ans[5] pour sa sortie en DVD et Blu-ray.

## Distribution
Légende : VF : Voix françaises
- Rainn Wilson (VF : Philippe Siboulet) : Frank Darbo / Éclair Cramoisi (The Crimson Bolt en VO)
- Elliot Page (VF : Anouck Hautbois) : Libby / Cramoisette (crédité Ellen Page)
- Liv Tyler (VF : Marie Diot) : Sarah Helgeland
- Kevin Bacon (VF : Loïc Houdré) : Jacques
- Michael Rooker (VF : Jacques Albaret) : Abe
- Gregg Henry (VF : Jean-Pierre Leblan) : l'inspecteur John Felkner
- Andre Royo : Hamilton
- Sean Gunn (VF : Jean-Marc Montalto) : Toby
- Linda Cardellini : la vendeuse dans la boutique pour animaux
- Nathan Fillion (VF : Alexandre Coadour) : le vengeur  sacré (The Holy Avenger en VO)
- Stephen Blackehart (VF : Christophe Seugnet) : Quill
- Greg Ingram : le truand aux cheveux longs
- William Katt : le sergent Fitzgibbon
- Rob Zombie (VF : Christophe Seugnet) : Dieu
- Don Mac : Monsieur Range
- Zach Gilford : Jerry
- Steve Agee : l'employé du magasin de bandes-dessinées
- Mollie Milligan : la sœur de Sarah
- Grant Goodman : Frank, jeune
- James Gunn : Demonswill
- Mia Matsumiya : la violoniste soliste

## Production

### Distribution des rôles

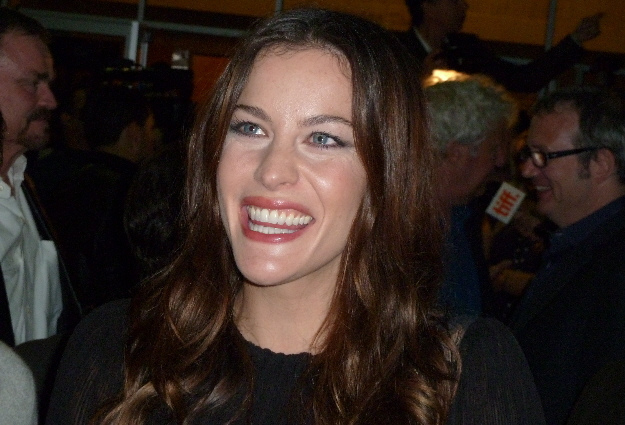
L'actrice Liv Tyler à la première du film, au Festival International du Film de Toronto 2010.

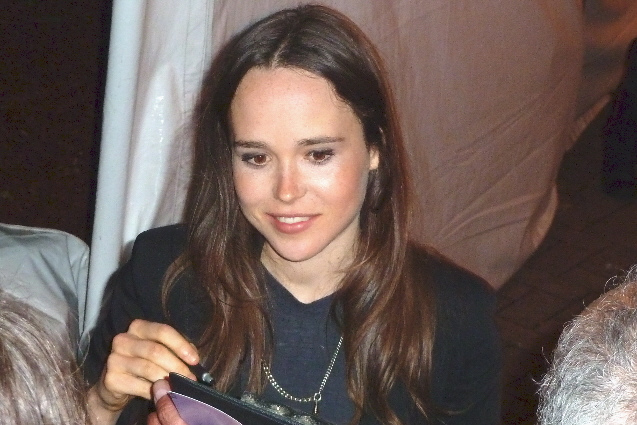
Et l'acteur Elliot Page, également au TIFF 2010.

Il s'agit du second film dans lequel jouent Rainn Wilson et Elliot Page : deux ans auparavant, ils avaient tourné dans Juno.

### Tournage
Super a été tourné entre le 9 décembre 2009 et le 24 janvier 2010 à Shreveport en Louisiane, à l’exception des scènes dans le magasin de BD, qui ont été tournées dans le magasin ComicSmash à Studio City à Los Angeles en Californie.
Étant un projet indépendant à petit budget, l’équipe technique et les acteurs du film ont reçu le salaire minimum autorisé par le Screen Actors Guild.

## Sortie et accueil

### Présentations
La première du film a eu lieu au Festival International du Film de Toronto en 2010. Le 13 avril 2011, soit treize jours après sa sortie, il était disponible en vidéo à la demande. 
L'équipe du film fut présentée lors du Super Panel au Comic Con Paris, le 24 juillet 2010.

### Critique
Super a reçu autant de critiques négatives qu’élogieuses. Rotten Tomatoes - site américain dévolu aux critiques et aux informations sur les films - comptabilise 49 % critiques positives, ce qui vaut à Super l’appréciation « Rotten » (pourri). Sur Metacritic, le film obtient la moyenne de 50 critiques positives sur 100, et la mention « mixed or average » (partagé, dans la moyenne). 
Al Kratina, présent au Festival international du cinéma de Fantaisie a écrit : « Il y a un grand film quelque part dans la sombre comédie de James Gunn, Super... Super est indéniablement amusant. Cependant, il y a quelque chose de troublant... Super est un film drôle avec une histoire tordue, et à l’occasion c’est un très bon film, mais cela arrive rarement en même temps. »
Le critique d’Entertainment Weekly, Owen Gleiberman a lui écrit, "Ce film de rien du tout à propos d’un imbécile qui devient un super-héros costumé bien qu'il n'ait aucun pouvoir, aurait peut-être été plus funky avant Kick-Ass. Mais le film est écrit et réalisé par James Gunn avec un style étrange, mélange de gore et de comique... C'est vraiment un film à une plaisanterie, mais la plaisanterie est une bonne : ''la croisade'' de Frank est juste la vengeance d’un allumé auquel il manque une case. Et Wilson, en insistant sur la misère du personnage, le rend curieusement attachant. »
Au contraire, Scott Weinberg de Cinematical a écrit : "Plein à craquer de violence follement graphique, politiquement incorrect et qui continue à distribuer des coups de poing longtemps après que l’audience soit tout à fait incrédule, Super est amusant et drôle, sombre et tordu, semi-schizophrène et assurément fou. Ce j’ai le plus aimé a simplement été l’audace. Et Ellen Page. »

### Box-office
Lors de sa sortie en salles, Super rencontre un échec commercial, au vu de son budget de tournage estimé à 2,5 millions de dollars, puisqu'il a été distribué dans une faible combinaison de salles, totalisant seulement 327 716 dollars en huit semaines à l'affiche. Durant la quatrième semaine en salles, le film parvient à engranger l'une de ses meilleures recettes durant cette période. Contrairement à son précédent long-métrage comme réalisateur, Horribilis, qui fut également un flop au box-office (12 millions de dollars de recettes mondiales pour un budget de 15 millions), Super n'a pas atteint le million de dollars de recettes sur le territoire américain.
Néanmoins, le film s'est mieux comporté en VOD et était prévu pour être le film VOD le plus réussi pour IFC. Il a également rapporté 1,8 million de dollars de recettes à la vente de formats physiques (DVD et Blu-ray).

## Distinction
En 2011, le jury du festival FanTasia a attribué le Prix du meilleur film international à Super, ex-æquo avec les Super-héros :
« Pour deux films qui capturent parfaitement le ‘‘Zeitgeist’’ et proposent des réflexions élaborées sur une des plus grandes
tendances américaines, le Jury AQCC a attribué son prix du meilleur film international, à Super de James Gunn et au documentaire Superheroes de Michael Burnett, deux œuvres fortes et complémentaires. »

## Ressemblances avecKick-Ass
C’est pendant le processus de production, que Gunn, ami de Mark Millar, créateur de Kick-Ass, a entendu parler de Kick-Ass. Dans une interview après la sortie de Super, il commente : « J’étais complètement abasourdi. Je me suis dit ‘’ça craint ! Ils sont en train de tourner Kick-Ass ; ça veut dire qu’on est fichus ?’’ Mais finalement, les histoires sont tellement différentes. Notre film parle d’un gars qui mène une sorte de quête spirituelle solitaire et qui, par hasard, porte un costume de super-héros pour cela. Mais c’est un film à propos du gars, pas du costume. »
Millar quant à lui déclare à ceux qui accusent Gunn d'avoir copié son travail : « Les gens m’ont dit :’’ Oh mon Dieu, il plagie Kick-Ass’’, parce qu’il sort un an plus tard, mais James tournait son film au même moment où moi je tournais le mien. Les deux projets sortaient tous les deux au même moment. » Millar a été jusqu’à projeter Super dans le cadre de sa convention de BD Kapow !, à Londres.
Gunn a également répondu aux accusations : « Premièrement ça craint et ensuite ‘’qui en a quelque chose à foutre’’ ? Il doit bien y avoir 4 000 films de gangsters nous pouvons bien en avoir cinq de super-héros sans pouvoirs. Ce qui me choque, ce sont les gens qui prétendent que Kick-Ass est le premier film de super-héros sans pouvoirs alors que c’est bien sûr le film de John Ritter, Captain Avenger, sorti en 1980. »
De plus, bien qu'il y ait quelques évidentes similitudes entre les deux films, ils sont également très différents : tous deux explorent le comportement de personnes « normales » habillées en super-héros, ils sont à la fois sombres, violents et humoristiques. Cependant Kick-Ass est un cliché du genre, qui tantôt se moque des stéréotypes, tantôt les exalte.